# Дирутенийпентатулий
Дирутенийпентатулий — бинарное неорганическое соединение
тулия и рутения
с формулой Ru2Tm5,
кристаллы.

## Получение
- Сплавление стехиометрических количеств чистых веществ:

{\displaystyle {\mathsf {5Tm+2Ru\ {\xrightarrow {1550^{o}C}}\ Tm_{5}Ru_{2}}}}

## Физические свойства
Дирутенийпентатулий образует кристаллы
моноклинной сингонии, пространственная группа C 2/c, параметры ячейки a = 1,5362 нм, b = 0,6152 нм, c = 0,7223 нм, β = 97,44°, Z = 4,
структура типа дикарбида пентамарганца Mn5C2
.
Соединение конгруэнтно плавится при температуре ≈1550°C .